# Belgaumia
Belgaumia es un género de escarabajos de la familia Buprestidae.

## Especies
- Belgaumia capucinea (Kerremans, 1893)
- Belgaumia horni Thery, 1941
- Belgaumia sarrauti (Bourgoin, 1922)